# جلال الكندي
جلال الكندي (1988 المغرب) هو لاعب كرة قدم مغربي.